# Anthophorula varleyi
Anthophorula varleyi är en biart som först beskrevs av Timberlake 1947.  Anthophorula varleyi ingår i släktet Anthophorula och familjen långtungebin. Inga underarter finns listade i Catalogue of Life.